# Вільшане
Вільша́не — село в Україні, у Сосницькій селищній громаді Корюківського району Чернігівської області. Населення становило 454 осіб - 01.01.2024 р. До 2020 орган місцевого самоврядування — Вільшанська сільська рада.

## Історія
Виникло при великому болоті Мокрець (Конотоп) басейну р. Мени. Назва походить від вільхових болотних лісів. Радянська академічна історія (ІМСУ) подає першу згадку про село від 1754 р. Але вже 1654 р. була церква св. Трійці, козацьку громаду села очолював отаман Василь Дрозд. Про Ольшани, як гетьманське поселення, було записано в акті Макошинського монастиря за 1660 рік
Відомий дослідник Сосниччини Юрій Виноградський так писав про Ольшане: "Село існувало під час Визвольної війни українського народу (1648 - 1657 рр.), було звільнене від поляків братом Богдана Хмельницького, але в 1652 році в результаті Білоцерківської мирної угоди поляки повернулися в село і жителі вимушені були тікати у ліси".  
За московським переписом 1666 р. - окремо було 19 дворів посполитих людей, сільська церква. Маєтність значкового товариша Івана Гончара у 1706 р, який започаткував місцевий рід Гончарів. 43 козаки неперервно перебували в походах до 1724 р. У 1726 р. побудовано новий храм, старий храм був відомий з 1644 р. На початку 18 ст. - 31 двір, церква, школа, шпиталь і 6 шинків. У 1781 р. - 206 хат, церква. У 1852 році збудовано дерев'яну Троїцьку церкву на місці ранішої.
Козачка села в 1888 р. знайшла в городі 127 польських, шведських і лівонських срібних монет. Жителів села називали сливами, бо вживали в розмові часто слово "сливе". За переписом 1897 р. - 410 дворів, 2075 жителів, земська школа, хутір Імшинецький (відомої дворянської родини).
У селі під час революційних подій 1905-1907 років діяла група незадоволених владою студентів із села, що навчалися в Чернігівській фельдшерській школі - вони збиралися в пустій хаті на краю села. Священик Морачевський по місцю збору назвав їх болотниками.
Дехто з вільшанців брав участь в боях на стороні УНР, як Олександр Іванович Веремеєнко (1885 року народження) - старшина Армії УНР. ІМСУ подає, що в 1919 р. була у селі комуна "Незаможник України", хоч край кипів селянськими повстаннями. Проте вона довго не протрималась. У 1924 р.- 586 дворів і 2580 жителів.
Радянська влада принесла колективізацію і репресії - так уже 1929 року був заарештований директор школи Михайло Богданько, а 1930 року вислані на північ Павло Богдан, Іван Кочубей, Федір та Михайло Кроти.
З початком другої світової війни в Червону армію були мобілізовані 624 жителі Вільшан та села Гай, що до нього прилягає. Є дані про загибель 325 з них.
1973р. - 503 двори і 1359 жителів. 2014 р. - 572 жителі.
12 червня 2020 року, відповідно до розпорядження Кабінету Міністрів України № 730-р «Про визначення адміністративних центрів та затвердження територій територіальних громад Чернігівської області», увійшло до складу Сосницької селищної громади.
19 липня 2020 року, в результаті адміністративно-територіальної реформи та ліквідації Сосницького району, увійшло до складу Корюківського району Чернігівської області.

## Відомі особистості
В поселенні народились:
- Марченко Захарій Калиникович (1875 - ?) — священик Української Свято-Покровської церкви в Харбіні (Китай) в 1933-1941 рр.
- Сокирко Анатолій Михайлович (1989—2014) — солдат Збройних сил України, учасник російсько-української війни.
- Плющ Григорій Васильович (1935-2002) — директор Київського ювелірного заводу. Президент асоціації ювелірів України[11].